# レオナルド・デ・ジェスス・ジェラウド
レオナルド・ジ・ジェスス・ジェラウド（Leonardo de Jesus Geraldo, 1985年8月4日 - ）は、ブラジル・サンパウロ州カラピクイバ出身のサッカー選手。ポジションはディフェンダー（左SB）。

## 経歴

### クラブ
2008年、移籍金180万ユーロでブラジルのポルトゥゲーザ・デスポルトスからギリシャのオリンピアコスFCへ移籍。
2017年にバングーACへ加入することが発表された。

### 代表
北京五輪のブラジル代表候補であり、オリンピック前の親善試合において、U-23代表の初キャップも記録している（45分間出場）。しかし、北京五輪代表からは落選した。

## タイトル

### クラブ
ポルトゥゲーザ
- カンピオナート・パウリスタセリエA2 : 2007

オリンピアコス
- ギリシャ・スーパーリーグ : 2007-08, 2008-09
- キペロ・エラーダス : 2007-08, 2008-09